# Coccophagus mexicanus
Coccophagus mexicanus är en stekelart som beskrevs av Girault 1915. Coccophagus mexicanus ingår i släktet Coccophagus och familjen växtlussteklar.
Artens utbredningsområde är:
- Bermuda.
- Panama.

Inga underarter finns listade i Catalogue of Life.